# Godyris diversivoca
Godyris diversivoca är en fjärilsart som beskrevs av Ferreira d'almeida 1922. Godyris diversivoca ingår i släktet Godyris och familjen praktfjärilar. Inga underarter finns listade i Catalogue of Life.